# Бениці (Великопольське воєводство)
Бениці (пол. Benice, нім. Benitz) — село в Польщі, у гміні Кротошин Кротошинського повіту Великопольського воєводства.
Населення — 485 осіб (2011).
У 1975-1998 роках село належало до Каліського воєводства.

## Демографія
Демографічна структура станом на 31 березня 2011 року:
|          | Загалом | Допрацездатний вік | Працездатний вік | Постпрацездатний вік |
| -------- | ------- | ------------------ | ---------------- | -------------------- |
| Чоловіки | 233     | 53                 | 162              | 18                   |
| Жінки    | 252     | 58                 | 143              | 51                   |
| Разом    | 485     | 111                | 305              | 69                   |